# Jonathan Ross
Jonathan Stephen Ross OBE (født 17. november 1960) er en engelske filmkritiker, komiker, skuespiller, forfatter og producer. Han var vært på BBC Ones talkshow Friday Night with Jonathan Ross i 2000'erne, og var vært på sit eget radioprogram på BBC Radio 2 fra 1999 til 2010, og var filmkritiker og vært på Film. Efter at have forladt BBC i 2022 begyndte Ross som vært på sit eget comedy talkshow The Jonathan Ross Show på ITV. Andre regelmæssige rolle har inkluderet paneldeltager på comedy sportsquizzen They Think It's All Over (1999–2005), vært på British Comedy Awards (1991–2007, 2009–2014), og han har været dommer på musikkonkurrencen The Masked Singer (2020–nu) og spin-offserien The Masked Dancer (2021–nu).
Ross begyndte sin karriere som tv-researcher før han blev vært på The Last Resort with Jonathan Ross på Channel 4 i 1987. I de næste årtier var han vært på adskillige radio- og tv-programmer, hvoraf mange var igennem hans eget produktionsselskab, Channel X. I 1995 solgt han sin andel i Channel X, og påbegyndte sin karriere i BBC i 1997. I 1999 overtog Ross værtsrollen på Film-programmet fra Barry Norman, og han begyndte også som vært på sit eget radioprogram, og to år senere begyndte han som vært på Friday Night with Jonathan Ross. Ross har vundet tre BAFTA awards i kategorien Best Entertainment Performance for sit talkshow i hhv. 2004, 2006 og 2007. I 2006 blev han BBC's højest betalte vært, da han skrev kontrakt med BBC frem til 2010 for £18 mio. (£6 mio. om året).
I 2005 blev Ross slået til Officer of the Order of the British Empire (OBE) for sin tjeneste i tv-industrien. Ross har været involveret i kontroverser igennem hele sin karriere. Som resultat af dette skrev han sin semi-selvbiografiske bog med titlen Why Do I Say These Things?, der beskrev hans liv. Han har også skrevet sin egen tegneserie Turf og America's Got Powers.

## Filmografi
| År                      | Titel                                      | Rolle                                         | Kanal                            |
| ----------------------- | ------------------------------------------ | --------------------------------------------- | -------------------------------- |
| 1987–1988               | The Last Resort                            | Vært                                          | Channel 4                        |
| 1988–1989               | The Incredibly Strange Film Show           | Vært                                          | Channel 4                        |
| 1988–1989               | One Hour with Jonathan Ross                | Vært                                          | Channel 4                        |
| 1990–1991               | Jonathan Ross Presents for One Week Only   | Vært                                          | Channel 4                        |
| 1990                    | Tonight With Jonathan Ross                 | Vært                                          | Channel 4                        |
| 1992                    | Americana                                  | Co-presenter                                  | Channel 4                        |
| 1991–2007, 2009–2014    | British Comedy Awards                      | Vært                                          | Channel 4                        |
| 1993                    | Saturday Zoo                               | Vært                                          | Channel 4                        |
| 1994                    | Gagtag                                     | Vært                                          | BBC One                          |
| 1995                    | Mondo Rosso                                | Vært                                          | BBC Two                          |
| 1995                    | In Search of James Bond with Jonathan Ross | Vært                                          | ITV                              |
| 1995                    | In Search of Dracula with Jonathan Ross    | Vært                                          | ITV                              |
| 1996                    | The Late Jonathan Ross                     | Vært                                          |                                  |
| 1996–1997               | The Big Big Talent Show                    | Vært                                          | ITV                              |
| 1997                    | In Search of Hamlet                        | Vært                                          | ITV                              |
| 1998–2005               | They Think It's All Over                   | Regular panellist                             | BBC One                          |
| 1999–2002               | It's Only TV...but I Like It               | Vært                                          | BBC One                          |
| 1999–2010               | Film...                                    | Vært                                          | BBC One                          |
| 2001–2007               | The Hollywood Greats                       | Vært                                          | BBC One                          |
| 2001–2010               | Friday Night with Jonathan Ross            | Vært                                          | BBC One                          |
| 2001–2013, 2017–present | Comic Relief                               | Co-presenter                                  | BBC One                          |
| 2002–2007               | Japanorama                                 | Vært                                          | BBC Choice BBC Three             |
| 2004                    | Britain's Best Sitcom                      | Vært                                          | BBC Two                          |
| 2006                    | Jonathan Ross' Asian Invasion              | Vært                                          | BBC Four                         |
| 2007                    | Comics Britannia                           | Vært                                          | BBC Four                         |
| 2007                    | In Search of Steve Ditko                   | Vært                                          | BBC Four                         |
| 2008                    | Jonathan Ross Salutes Dad's Army           | Vært                                          | BBC One                          |
| 2009                    | David Lean in Close-Up                     | Vært                                          | BBC One                          |
| 2010                    | 100 Greatest Toys                          | Vært                                          | Channel 4                        |
| 2011–Nu                 | The Jonathan Ross Show                     | Vært                                          | ITV                              |
| 2011, 2015              | Penn & Teller: Fool Us                     | Vært                                          | ITV (series 1) The CW (series 2) |
| 2013                    | Celebrity Deal or No Deal                  | Deltager, vandt £20.000                       | Channel 4                        |
| 2015                    | James Bond's Spectre with Jonathan Ross    | Vært                                          | ITV                              |
| 2017                    | Don't Ask Me Ask Britain                   | Team captain                                  | ITV                              |
| 2017                    | Guess the Star                             | Vært                                          | ITV                              |
| 2017–2018               | Takeshi's Castle                           | Voiceover                                     | Comedy Central UK                |
| 2018–2019               | Roast Battle                               | Dommer; serie 2–3                             | Comedy Central UK                |
| 2018,2020               | The Big Narstie Show                       | Guest, Season 1, Episode 6, Sæson 3 Episode 6 | Channel 4                        |
| 2020–present            | The Masked Singer UK                       | Dommer                                        | ITV                              |
| 2020                    | Jonathan Ross's Comedy Club                | Vært                                          | ITV                              |
| 2021–present            | The Masked Dancer UK                       | Dommer                                        | ITV                              |
| 2021                    | Celebrity Gogglebox                        | Deltager                                      | Channel 4                        |
| 2021                    | The Big Fat Quiz of the Year 2021          | Deltager                                      | Channel 4                        |
| 2022                    | 8 Out of 10 Cats Does Countdown            | Gæste holdkaptajn                             | Channel 4                        |
| TBA                     | Myths and Legends with Jonathan Ross       | Presenter                                     | More4                            |